# Boeing 377 Stratocruiser

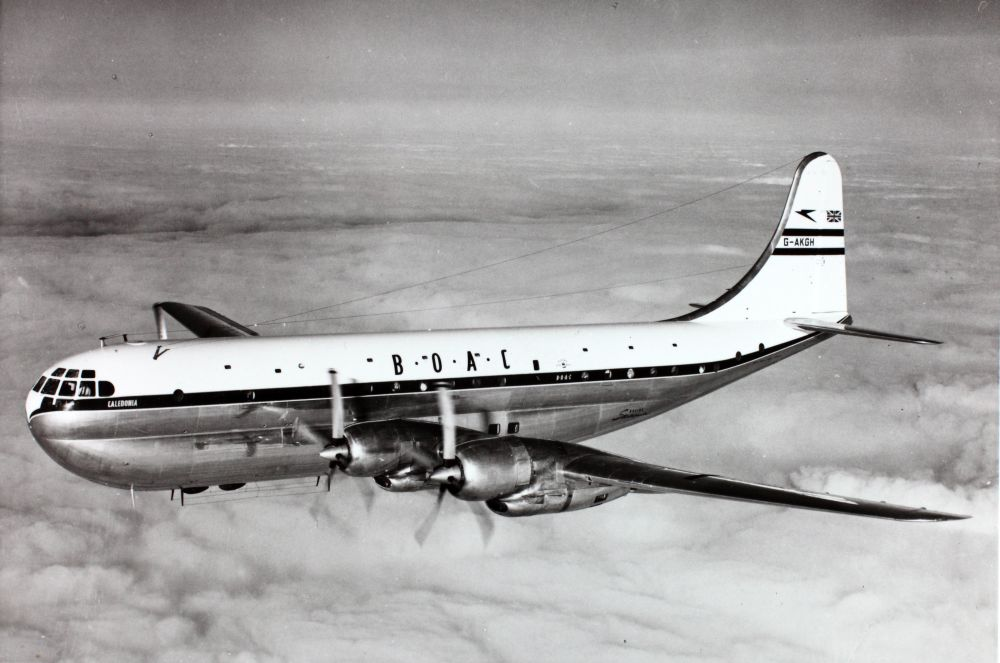
Boeing 377, BOAC

Boeing 377 Stratocruiser var ett 4-motorigt propellerflygplan tillverkat av Boeing.

## Historik
Planet utvecklades ur det militära Boeing C-97 Stratofreighter(en) och flög första gången 1947. Planet var det sista propellerflygplan som Boeing tillverkade, och tillverkningen upphörde 1950. Det blev inte den succé Boeing hoppats på med 56 byggda plan. Orsaken kan ha varit kolvmotorerna, eftersom man vid den här tiden började fokusera på framtida jetplan som Boeing 707 som ofta kom att ersätta detta plan under 1960-talet.
Dessutom var Stratocruiser dyrare i pris och i drift än konkurrerande Douglas DC-6 och Lockheed Constellation och hade problem med sina komplicerade 28-cylindriga Pratt & Whitney Wasp Major radialmotorer. Även propellertypen levererad av Hamilton Standard vållade många problem och flera haverier.

## Kabin och bekvämligheter

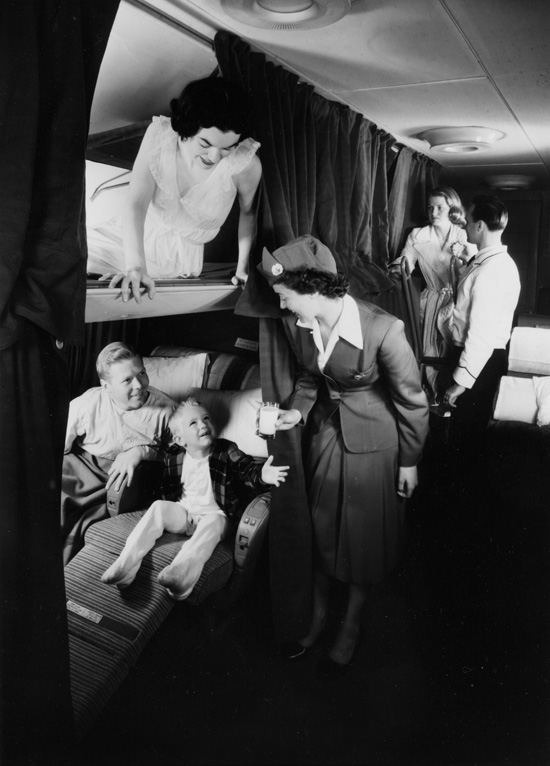
Fåtöljer med överbäddar.

Planet med plats för mellan 55 och 114 passagerare var ganska avancerat för sin tidsepok och var utrustat med tryckkabin vilket då ännu inte var vanligt. Till exempel Saab 90A Scandia saknade detta. Kabinen var utformad i dubbeldäckformat liknande Bréguet Br.763 Provence (första flygning 1953). Beroende på konfiguration kunde kabinen utrustas med sovplatser, fåtöljerna kunde fällas ut till plana bäddar, med en överbädd som kunde fällas ner från ett utrymme nära taket.

## Specialvarianter
Flera specialvarianter har tillverkats av begagnade 377, ibland döpta efter akvariefisken Guppy. Bland dessa finns
- Super Guppy som användes av bland annat Airbus innan de byggde sin egen variant som kallas Airbus Beluga
- Pregnant Guppy som användes för att frakta delar av raketer som användes under Apolloprogrammet och utvecklades av ett litet amerikanskt företag som kallade sig Aero Spacelines International
- Mini Guppy , en mindre variant.
- En fraktversion ombyggd av israeliska flygvapnet, som användes till exempel i Sinai under sexdagarskriget.

## Militär version
Stratocruiser utvecklades ur den militära motsvarigheten C-97 Stratofreighter som flög första gången 1944. Den senare tillverkades i betydligt fler exemplar, totalt 888, varav de flesta som flygtankningsplan.

## Haverier
Flygplanet var inblandat i 9 dödsolyckor, 8 av dem i originalutförande och en i ombyggd version Miniguppy.

## Flygbolag som använt 377
- American Overseas Airlines
- BOAC
- Northwest Orient Airlines
- Pan Am
- Transocean Airlines
- United Airlines

## Flygvapen som använt 377
- Israels flygvapen (ombyggda för frakt)
- Spaniens flygvapen
- USA:s flygvapen